# Karine Nyborg
Karine Nyborg MAE (geb. 1962) ist eine norwegische Ökonomin, Autorin und Professorin an der Universität Oslo.

## Leben
Nyborg schloss 1988 ihr Studium an der Universität Oslo als candidata oeconomices ab und arbeitete danach am Statistisk sentralbyrå in der Abteilung für Umwelt- und Ressourcenökonomik. 1996 wurde sie promoviert, im Jahr darauf war sie Gastdozentin in Stanford. 2001 wechselte sie an das Ragnar Frisch Centre for Economic Research (Stiftelsen Frischsenteret for samfunnsøkonomisk forskning), ein ökonomisches Forschungszentrum, wo sie bis 2012 in verschiedenen Positionen arbeitete. Nyborg wurde 2007 als Professorin an den Fachbereich Ökonomie der Universität Oslo berufen. Sie ist außerdem Fellow am Forschungsinstitut zur Zukunft der Arbeit (seit 2011) und am Beijer Institute of Ecological Economics (seit 2017). Dort war sie vorher Mitglied und zwischen 2015 und 2017 Vorsitzende des wissenschaftlichen Boards.
Nyborg war und ist Mitglied in zahlreichen wissenschaftlichen Räten sowie Mitherausgeberin mehrerer Fachzeitschriften. In der European Association of Environmental and Resource Economists war sie in mehreren Positionen aktiv, darunter 2012–2013 als Präsidentin.

## Arbeiten
Als Wissenschaftlerin forscht und lehrt Nyborg vor allem im Bereich der Umwelt- und Verhaltensökonomik. In ihrer Kurzgeschichtensammlung Balladen om den usynlige hånd (dt. etwa Ballade der unsichtbaren Hand) beschäftigt sie sich belletristisch mit ökonomischen und mathematischen Modellen.

### Auszeichnungen
Die European Association of Environmental Resource Economics zeichnete einen ihrer Aufsätze 2002 mit dem Erik-Kempe-Preis aus und verlieh ihr 2019 den Titel Fellow. Seit 2016 ist sie außerdem Mitglied der Academia Europaea.
Ihre Kurzgeschichtensammlung Ikke rart det kommer kråker wurde für den Ungdommens kritikerpris und den Norlis debutantpris nominiert.

### Monografien (Auswahl)
- Ikke rart det kommer kråker. Aschehoug 2010
- The Ethics and Politics of Environmental Cost-Benefit Analysis. Routledge Explorations in Environmental Economics 2012
- Jeg er ikke redd for mørket. Aschehoug 2013
- Balladen om den usynlige hånd. Aschehoug 2016